# クリエペ
クリエペ (Curiepe) は、ベネズエラのミランダ州ブリオン市にある町である。行政上はクリエペ区の中心である。バルロベント平野の北部、クリエペ川の畔にある。
| 1784年の人口構成     | 1784年の人口構成 | 1784年の人口構成 |
| -------------------- | ---------------- | ---------------- |
| インディオ           | 16               | 1%               |
| 白人                 | 51               | 4%               |
| ムラート             | 295              | 22%              |
| 黒人                 | 546              | 40%              |
| 黒人とムラートの奴隷 | 452              | 33%              |
| 計                   | 1360             | 100%             |

クリエペの起源については、逃亡黒人奴隷と自由黒人が作った村とする説がある。スペイン植民地当局による公式の名は、「ヌエストラ・セニョラ・デ・アルタグラシア・イ・デル・セニョル・サン・ヨセフ・デ・クリエペ」であった。
バルロベントでのカカオ栽培はドミニコ会が1580年にクリエペ付近で導入したと伝えられるが、カカオ自体はスペイン人以前にインディオ先住民によって知られていた。18世紀にもカカオの農園が広がり、奴隷も含めた黒人人口の比率が高かった。